# تنازتپه، سنان‌پاشا
تنازتپه (به لاتین: Tınaztepe, Sinanpaşa) یک زیستگاه انسانی در ترکیه است که در Sinanpaşa واقع شده‌است.